# Anchiphiloscia ocellata
Anchiphiloscia ocellata is een pissebed uit de familie Philosciidae. De wetenschappelijke naam van de soort is voor het eerst geldig gepubliceerd in 1960 door Barnard.